# 圓濟惠忠
圓濟惠忠（1951年—），俗姓傅，臺灣人。
惠忠禪師於1987年接觸佛教，於1992年在美國遇到牟峰禪師並於其座下參究公案。2011年受牟峰禪師傳法，傳法偈曰：「山水古今劫外歌，東西形段格外機，古今東西無外法，慇勸分付傅外你。」為鏡虛下第4世、臨濟下第41世。現為西禪寺 （页面存档备份，存于）方丈，於美國、臺灣兩地弘法至今，例如桃園大溪內觀教育禪林 （页面存档备份，存于）、台北市中鼎菩提社、中央大學三慧社、東華大學三慧學社 （页面存档备份，存于）、高雄古嚴寺 （页面存档备份，存于）、毗梨耶精舍、慧炬出版社 （页面存档备份，存于）等。主要的弟子有寶明、圓悟、大寂、無孔笛、圓曉、魏琴樺、李敏宏、翁明壽、李娓瑋、曾茂鎮。
惠忠禪師在2020年傳法給淨名大寂禪師，為臨濟下第42世，於臺灣花蓮縣祖師禪學會繼續指導參究公案。另2025年付法予鏡虛圓曉禪師，協助大寂禪師弘揚祖師禪。